# This Is What You Came For
«This Is What You Came For» (с англ. «Это то, ради чего ты пришёл») — песня шотландского диджея Кельвина Харриса и барбадосской певицы Рианны. Песня была выпущена 29 апреля 2016 года лейблами Columbia Records и Westbury Road. Песня была написана и спродюсирована Харрисом совместно с Тейлор Свифт, которая изначально была указана под псевдонимом Нильс Сьоберг. Ранее Рианна уже сотрудничала с Харрисом в своём шестом студийном альбоме Talk That Talk, в который вошли спродюсированный Кельвином Харрисом международный хит «We Found Love» и сингл «Where Have You Been», входящий в пятёрку лучших синглов США. Песня была исполнена Рианной на фестивале Коачелла в 2016 году, а также прозвучал на финальном матче Чемпионата мира по футболу 2018 на стадионе Лужники в Москве.
Сингл дебютировал со второй строчки в британском чарте. Он достиг третьего места в Billboard Hot 100, став двадцать первой песней Рианны и второй Кельвина Харриса в этом чарте. «This Is What You Came For» в настоящее время является коммерчески самой успешной песней Харриса в качестве ведущего исполнителя. Она стала двадцать пятой для Рианны и четвёртой для Харриса в чарте «Hot Dance Club Songs», заняла первое место в «US Hot Dance / Electronic Songs»; а также стала двенадцатым номером один для Рианны и десятым для Харриса в чарте «Dance / Mix Show Airplay». Композиция возглавила чарты Австралии, Канады и Ирландии и достигла пика в первой десятке чартов Германии, Новой Зеландии и Швейцарии.
Песня получила смешанные отзывы от критиков (некоторые похвалили артистов за создание броского трека, другие назвали его скучным) и назвали вокал Рианны переработанным.

## Запись и выпуск
Кельвин Харрис представил финальную версию песни Рианне и её менеджеру за две недели до её выпуска во время выступления на фестивале Коачелла в своём трейлере. Харрис заявил, что в этот момент он нервничал, поскольку достаточно сильно изменил бит. Песня была выпущена 29 апреля 2016 года, считается третьим сотрудничеством артистов.
На момент выпуска в качестве авторов были указаны непосредственно Кельвин Харрис и Нильс Сьоберг. 13 июля 2016 года веб-сайт TMZ сообщил, что трек был написан Харрисом совместно со своей девушкой Тейлор Свифт, которая использовала псевдоним Нильс Сьоберг, потому что пара не хотела, чтобы их отношения затмили песню. Трек стал предметом споров после его выпуска, когда Харрис, отвечая на вопрос о возможности будущего сотрудничества со Свифт во время интервью с Райаном Сикрестом, сказал, что он «не видит в будущем, что такое произойдёт». В своём Твиттере продюсер также подтвердил, что девушка написала текст и записала бэк-вокал, в то время как он «написал музыку, спродюсировал песню и свёл её». С тех пор авторство этой песни на BMI и ASCAP было официально изменено на «Тейлор Свифт».
1 марта 2023 года в сеть утекли различные версии песни с вокалом Свифт, включая также полную демоверсию песни с ее вокалом.

## Музыкальное видео
Официальное музыкальное видео для песни было снято режиссерами Эмилем Нава и Мартином Коппеном под редакцией Элли Джонсон. Клип был выпущен на YouTube 16 июня 2016 года. В нём показан гигантский белый ящик, находящийся в разных местах, таких как туманное поле и лес. Затем появляется Рианна, одетая в сияющий голубой комбинезон, поющая и танцующая внутри этой коробки. Пока она поёт, графика проецируется во все 5 сторон вокруг неё. Видеотехнология, используемая для проекций, смешала все углы видео в фоновом режиме, поэтому она отображалась без искажения изображения и позволяла ему воспроизводиться в 3D. Эта новая технология впервые использовалась именно в этом видео. В клипе также было много сцен и разных кубических проектов, которые впоследствии были вырезаны, поскольку съёмка была прервана из-за временных ограничений. Кельвин Харрис появляется в кратком эпизоде, управляя спортивным автомобилем Lamborghini Aventador. В конце видео Рианна выходит наружу, показывая, что коробка установлена на темной, пустынной звуковой сцене. Через два месяца после выхода, клип преодолел порог в 500 миллионов просмотров, а 29 ноября 2016 года достиг одного миллиарда просмотров. По состоянию на сентябрь 2020 года он имеет более 2,3 миллиарда просмотров и находится в топ-50 самых просмотриваемых музыкальных видео YouTube.

## Критика
«This Is What You Came For» получила смешанные отзывы. Лэри Бэрлит из NME заявил, что «это, безусловно, будет хитом, однако, манипулируя её [Рианны — прим.] голосом так сильно, что он [Харрис] убил личность, которая сделала „We Found Love“ такой выдающейся, а свой последний альбом „Anti“ настолько привлекательным. Результат на удивление бездушный». Робби Доу из портала «Idolator» дал песне положительную оценку, заявив: «Песня — довольно приличный для танцпола, … возможно, это было правильным решением не использовать классический поп и терпеть неудачу, когда вы можете успешно зайти на другую территорию».
Райан Миддлтон из «Music Times» пишет: «Песня начинается с вокала Рианны, который впоследствии используется в качестве основного элемента для мелодии. Тут нет роста поп-синтеза, которое можно было бы ожидать от этих двух, но опять же, это не 2011 год, а простая копия „We Found Love“ будет разочаровывать. Песня разочарует поклонников при первом прослушивании, после второго, третьего или пятого, она на некоторое время засядет в голове, как червь. Возможно, она не будет иметь того успеха „We Found Love“, но будет доминировать на радио всё лето». Он похвалил песню за создание броского хита, однако раскритиковал Харриса за то, что он не создал ничего нового. NPR поставили песню на 89 место в своём списке «Top 100 Songs 2016», в то время как «Fuse» считали его 10-й лучшей песней года. Песня была указана как № 9 в «Десять худших песен 2016 года» в списке Адама Бакли на его YouTube-канале ADoseofBuckley.

## Живые выступления
Тейлор Свифт впервые исполнила «This Is What You Came For» на фортепиано в прямом эфире на Гран-при США в Остине, штат Техас, 22 октября 2016 года. Позднее Тейлор исполнила акустическую версию на DirecTV Super Saturday Night 4 февраля 2017 в Хьюстоне, Техас.
Тейлор Свифт исполнила песню 14 июня 2024 года как часть мэшапа вместе с «Gold Rush» (2020) в Ливерпуле во время тура Eras Tour.

## Список композиций
| №  | Название                                         | Длительность |
| -- | ------------------------------------------------ | ------------ |
| 1. | «This Is What You Came For» (при участии Рианны) | 3:41         |

| №                   | Название                                                                     | Длительность |
| ------------------- | ---------------------------------------------------------------------------- | ------------ |
| 1.                  | «This Is What You Came For» (при участии Рианны) (Extended Mix)              | 4:47         |
| 2.                  | «This Is What You Came For» (при участии Рианны) (Dillon Francis Remix)      | 3:43         |
| 3.                  | «This Is What You Came For» (при участии Рианны) (R3hab vs Henry Fong Remix) | 4:18         |
| 4.                  | «This Is What You Came For» (при участии Рианны) (R3hab Remix)               | 2:30         |
| 5.                  | «This Is What You Came For» (при участии Рианны) (Grandtheft Remix)          | 3:01         |
| 6.                  | «This Is What You Came For» (при участии Рианны) (Tony Junior Remix)         | 3:35         |
| 7.                  | «This Is What You Came For» (при участии Рианны) (Bobby Puma Remix)          | 4:44         |
| Общая длительность: | Общая длительность:                                                          | 26:38        |

## Чарты
| Чарт                                   | Высшая позиция |
| -------------------------------------- | -------------- |
| Австралия (ARIA)                       | 1              |
| Австрия (Ö3 Austria Top 40)            | 4              |
| Аргентина (Monitor Latino)             | 3              |
| Аргентина Digital Songs (CAPIF)        | 10             |
| Бельгия (Ultratop 50 Flanders)         | 4              |
| Бельгия (Ultratop 50 Wallonia)         | 4              |
| Бразилия (Hot 100 Airplay)             | 3              |
| Великобритания (Singles)               | 2              |
| Великобритания (Dance)                 | 1              |
| Венгрия (Dance Top 40)                 | 4              |
| Венгрия (Rádiós Top 40)                | 1              |
| Венгрия (Single Top 40)                | 1              |
| Венесуэла (Record Report)              | 72             |
| Германия (GfK Entertainment Charts)    | 5              |
| Дания (Tracklisten)                    | 3              |
| Израиль (Media Forest)                 | 1              |
| Ирландия (IRMA)                        | 1              |
| Испания (PROMUSICAE)                   | 3              |
| Италия (FIMI)                          | 4              |
| Канада (Canadian Hot 100)              | 1              |
| Колумбия (National-Report)             | 21             |
| Ливан (Lebanese Top 20)                | 1              |
| Мексика (Billboard)                    | 1              |
| Мексика (Monitor Latino)               | 1              |
| Нидерланды (Dutch Top 40)              | 3              |
| Нидерланды (Single Top 100)            | 3              |
| Новая Зеландия (RMNZ)                  | 2              |
| Норвегия (VG-lista)                    | 3              |
| Польша (Polish Airplay Top 100)        | 3              |
| Польша (Dance Top 50)                  | 6              |
| Португалия (AFP)                       | 2              |
| Россия (Tophit)                        | 13             |
| Румыния (Media Forest)                 | 3              |
| Словакия (Singles Digitál Top 100)     | 1              |
| Словакия (Rádio Top 100)               | 22             |
| США (Billboard Hot 100)                | 3              |
| США Adult Contemporary (Billboard)     | 15             |
| США Adult Top 40 (Billboard)           | 8              |
| США Dance Club Songs (Billboard)       | 1              |
| США Dance/Electronic Songs (Billboard) | 1              |
| США Mainstream Top 40 (Billboard)      | 2              |
| США Rhythmic Airplay Chart (Billboard) | 3              |
| Филиппины (Philippine Hot 100)         | 64             |
| Финляндия (Suomen virallinen lista)    | 3              |
| Франция (SNEP)                         | 4              |
| Чехия (Rádio Top 100)                  | 1              |
| Чехия (Singles Digitál Top 100)        | 1              |
| Швейцария (Schweizer Hitparade)        | 3              |
| Швеция (Sverigetopplistan)             | 3              |
| Шотландия (Official Charts Company)    | 1              |
| Эквадор (National-Report)              | 4              |
| ЮАР (EMA)                              | 1              |
| Япония (Japan Hot 100)                 | 63             |

| Чарт (2016)                              | Позиция |
| ---------------------------------------- | ------- |
| Австралия (ARIA)                         | 6       |
| Австрия (Ö3 Austria Top 40)              | 27      |
| Аргентина (Monitor Latino)               | 8       |
| Бельгия (Ultratop Flanders)              | 20      |
| Бельгия (Ultratop Wallonia)              | 9       |
| Бразилия (Single Top 40)                 | 14      |
| Великобритания (Official Charts Company) | 5       |
| Венгрия (MAHASZ)                         | 13      |
| Венесуэла (Record Report)                | 2       |
| Германия (Official German Charts)        | 17      |
| Дания (Tracklisten)                      | 21      |
| Израиль (Media Forest)                   | 17      |
| Италия (FIMI)                            | 15      |
| Канада (Canadian Hot 100)                | 11      |
| Нидерланды (Single Top 100)              | 18      |
| Новая Зеландия (RMNZ)                    | 10      |
| США (Billboard Hot 100)                  | 17      |
| США Adult Contemporary (Billboard)       | 45      |
| США Adult Top 40 (Billboard)             | 21      |
| США Dance Club Songs (Billboard)         | 1       |
| США Dance/Electronic Songs (Billboard)   | 3       |
| США Mainstream Top 40 (Billboard)        | 6       |
| США Rhythmic Airplay Chart (Billboard)   | 13      |
| Франция (SNEP)                           | 15      |
| Швейцария (Schweizer Hitparade)          | 16      |
| Швеция (Sverigetopplistan)               | 18      |
| Чарт (2017)                              | Позиция |
| Аргентина (Monitor Latino)               | 73      |
| Канада (Canadian Hot 100)                | 98      |
| Южная Корея International Singles (Gaon) | 52      |
| США Dance/Electronic Songs (Billboard)   | 11      |

## Сертификации
| Регион                                                                      | Сертификация                        | Продажи   |
| --------------------------------------------------------------------------- | ----------------------------------- | --------- |
| Австралия (ARIA)                                                            | 12× Платиновый                      | 840 000   |
| Австрия (IFPI Austria)                                                      | Платиновый                          | 30 000    |
| Бельгия (BEA)                                                               | 2× Платиновый                       | 40 000    |
| Бразилия (ABPD)                                                             | 3× Бриллиантовый                    | 750 000   |
| Канада (Music Canada)                                                       | 4× Платиновый                       | 320 000   |
| Дания (IFPI Danmark)                                                        | 3× Платиновый                       | 270 000   |
| Франция (SNEP)                                                              | Бриллиантовый                       | 233 333   |
| Германия (BVMI)                                                             | 3× Золотой                          | 600 000   |
| Италия (FIMI)                                                               | 5× Платиновый                       | 250 000   |
| Мексика (AMPROFON)                                                          | 2× Бриллиантовый+Платиновый+Золотой | 690 000   |
| Новая Зеландия (RMNZ)                                                       | 6× Платиновый                       | 180 000   |
| Польша (ZPAV)                                                               | 2× Бриллиантовый                    | 200 000   |
| Португалия (AFP)                                                            | 2× Платиновый                       | 20 000    |
| Испания (PROMUSICAE)                                                        | 3× Платиновый                       | 180 000   |
| Швеция (GLF)                                                                | 4× Платиновый                       | 160 000   |
| Великобритания (BPI)                                                        | 4× Платиновый                       | 2 400 000 |
| США (RIAA)                                                                  | 8× Платиновый                       | 8 000 000 |
| Данные о продажах + прослушиваниях приведены только на основе сертификации. |                                     |           |